# Insignia de honor
Insignia de honor (título original: Badge of honor) es una película de suspenso estadounidense de 2015 dirigida por Agustín y protagonizada por Mena Suvari, Martin Sheen y Lochlyn Munro.

## Argumento
Jessica Dawson es una policía que ha decidido ser detective de asuntos internos después de ver como un compañero suyo utilizó violencia desmesurada y desenfrenada durante un acto de servicio, por lo que tuvo que arrestarlo. En su estreno como tal, ella debe investigar una violenta redada de drogas orquestada por el capitán Daniel Richards, en la que uno de sus agentes llamado Mike Gallo ha disparado y matado a un joven inocente y que misteriosamente tenía un a pistola en la mano a pesar de que no había infringido la ley. 
Durante la investigación Dawson descubre que el agente mató accidentalmente al chico mientras que perseguía a un narcotraficante, un acontecimiento que ocurrió por culpa de su compañero David Myles, el cual tiene problemas de dinero ya que su mujer quiere divorciarse de él. Creó esa situación para robar dinero del narcotráfico con ayuda de un cómplice en su provecho para solucionar así esos problemas de dinero. Para evitar que todo eso saliese, Myles puso luego un arma en la mano del joven para encubrir lo que hizo su compañero y así también evitar que salga con el tiempo lo que hizo.
Eso finalmente falló, cuando Dawson empezó a sospechar de él al no ver en la redada algún dinero al respecto. Por ello Myles envió a su cómplice para matarla, pero al final Dawson pudo matarlo en defensa propia. Eso llevó a que Gallo, que se enteró de lo ocurrido y dándose cuenta de que algo no encajaba en el lugar de los hechos respecto al joven inocente, descubriese finalmente la verdad del asunto, ya que pudo reconocer al cómplice de forma vaga en el lugar de los hechos respecto al joven muerto.
Entonces, para redimirse, Gallo le cuenta todo y se junta con la detective para detenerlo. Lo encuentran y durante el tiroteo que luego ocurre, Gallo es matado por Myles, mientras que Dawson mata a Myles después de ello. Muriéndose Dawson, ella promete a Gallo que lo redimirá ante los demás y lo hace, mientras que la familia del joven muerto finalmente puede conseguir, poco a poco, la paz respecto al asunto.

## Reparto
| Actor              | Personaje               |
| ------------------ | ----------------------- |
| Mena Suvari        | Jessica Dawson          |
| Martin Sheen       | Capitán Daniel Richards |
| Lochlyn Munro      | David Myles             |
| Natasha Henstridge | Rebecca Myles           |
| Jesse Bradford     | Mike Gallo              |
| Cinthya Carmona    | Ángela Flores           |
| Corale Knowles     | Amanda Rivera           |
| Patrick Muldoon    | Aaron Wilde             |

## Producción
Al principio Jennifer Love Hewitt iba a protagonizar la cinta. Sin embargo, ella tuvo que renunciar a interpretar el papel, porque se quedó embarazada. De esa manera Mena Suvari obtuvo el papel en su lugar.

## Recepción
Hoy en día la película ha sido valorado en los portales de información en el Internet. En IMDb, con 1.247 votos registrados al respecto, esta película obtiene en el portal una media ponderada de 5,0 sobre 10. En Rotten Tomatoes las más de 50 valoraciones de usuarios del portal le dan al largomentraje una valoración media de 2,8 de 5, de los cuales solo el 29% de ellas lo consideran "fresco".